# Casa del carrer de Sant Pere Més Baix, 29
La casa del carrer de Sant Pere Més Baix, 29 és un edifici de Barcelona catalogat com a bé cultural d'interès local.

## Història
El 1776, Josep Brichfeus i Massiques, ciutadà honrat de Barcelona i resident a Castellterçol, com a usufructuari de la seva dona Gertrudis de Pons, va demanar permís per a construir un balcó al segon pis, i aquell mateix any va vendre la casa del costat de llevant (actual núm. 29 bis) al seu veí, el jurista Ignasi de Dou i de Bassols.
A mitjan segle xix, el propietari era Joaquim Jaumar i de la Carrera, que havia estat president de sala del Tribunal Suprem i amic personal del general Prim. Casat amb Joaquima Bofarull i Rafart, va morir sense fills el 1882 i llegà la propietat als seus nebots Francesc de Sales Jaumar i Andreu (1831-1897) i Anna de Bofarull i Segarra (†1919).

## Descripció
Probablement aixecat al segle xviii, consta de planta baixa i dos pisos. Als baixos hi ha un petit portal d'arc escarser, per on s'accedeix a l'escala de veïns, i dues obertures de llinda de fusta modificades de l'original, on hi ha un comerç. Al primer pis hi ha una balconera que en origen era una finestra i una balconada correguda de llosana de ceràmica i estructura de ferro que ocupa dues obertures. Una d'aquestes sembla tenir restes d'un arc conopial amb motllures i guardapols rectangular. Al darrer pis hi ha dos balcons individuals del mateix tipus però més estrets i una finestra. La façana està coberta amb estuc i els marcs de les obertures estan decorats amb formes rectangulars d'un color fosc que imita carreus. El coronament té una cornisa amb permòdols, possiblement posterior a la resta de l'edifici.